# Hundekuchen

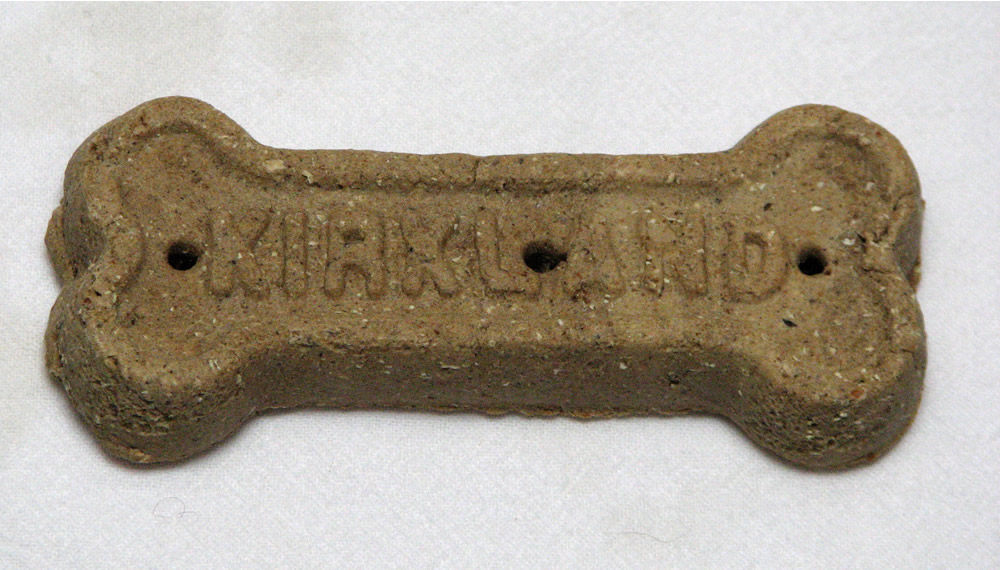
Ein Hundekuchen

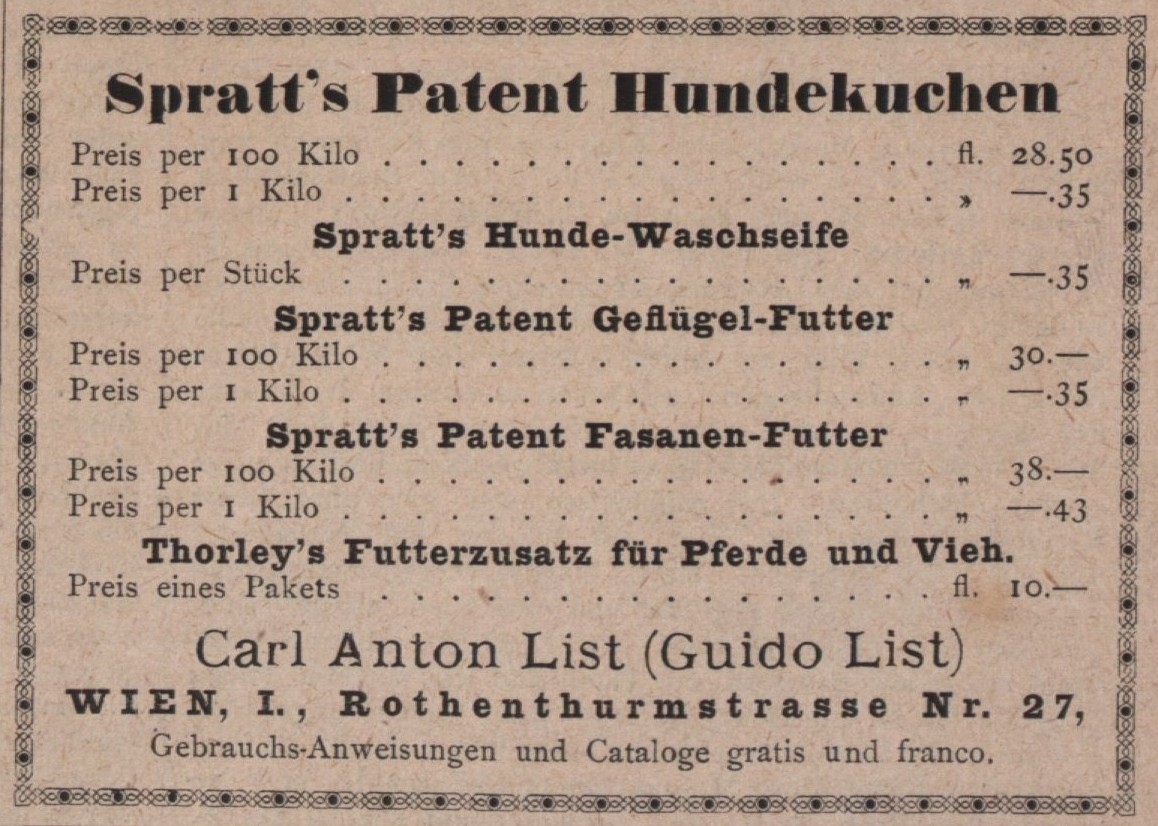
Anzeige für „Spratt’s Patent Hundekuchen“ (1879)

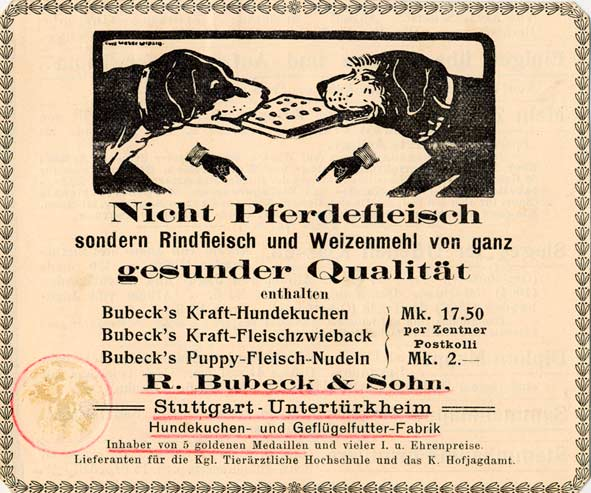
Werbeanzeige R. Bubeck & Sohn um 1900

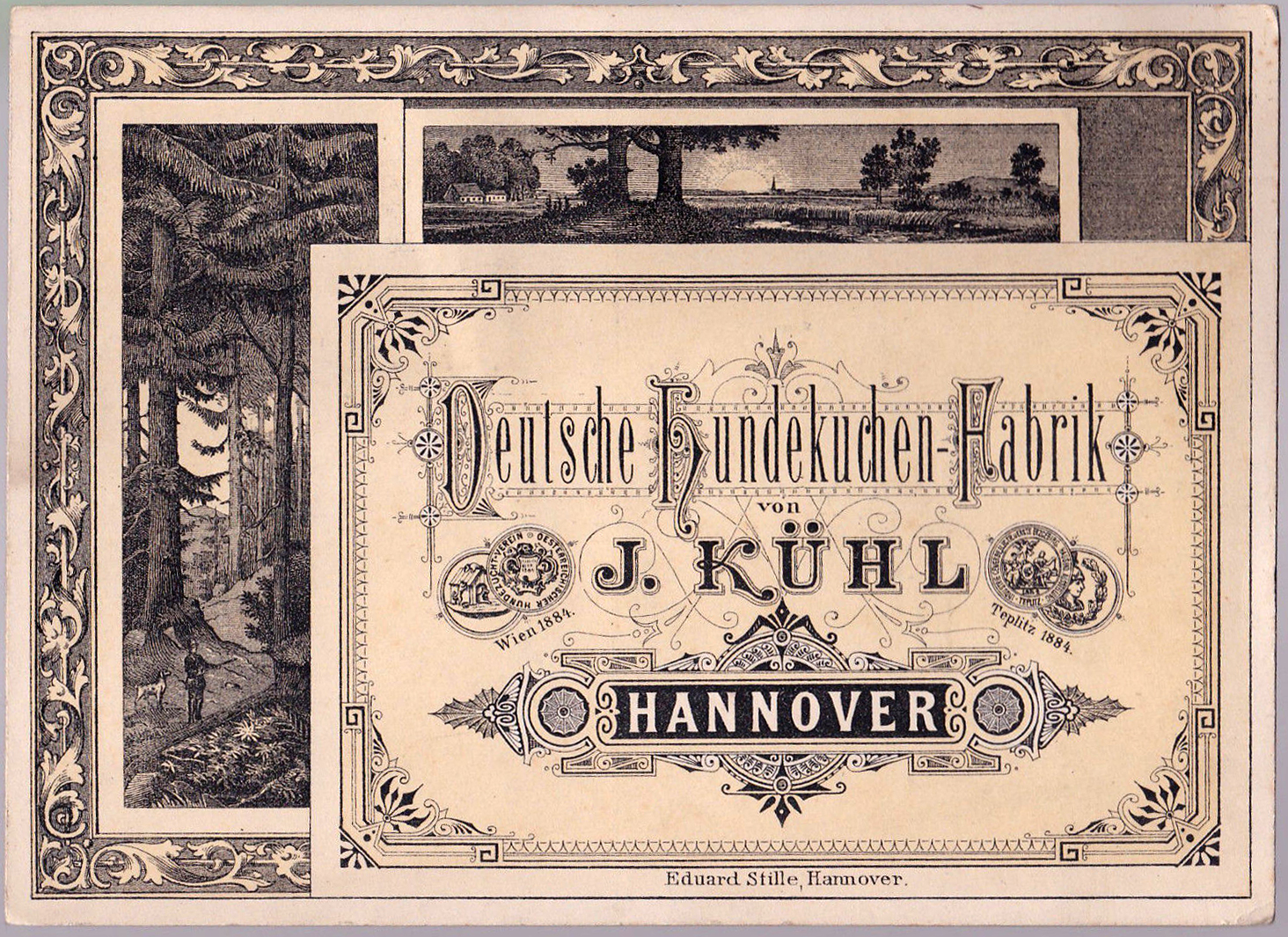
Deckblatt einer Werbefaltkarte der 1880 gegründeten Deutschen Hundekuchen-Fabrik;
Lithografie durch den Spielkarten-Hersteller Eduard Stille, um 1887

Hundekuchen (auch als Hundekekse bezeichnet) sind schiffszwiebackartiges Trockenfutter für Hunde, aus Weizenmehl, Dinkelmehl, Hafermehl oder Kartoffel, die mit Kräutern, Gemüse oder Fleisch zubereitet sein können und oft mit Mineralien und Vitaminen angereichert sind. Diese Form von Hundesnacks wird auch in glutenfreien oder vegetarische Sorten sowie in Bioqualität angeboten.

## Geschichte
Entwickelt wurden die ersten Hundekuchen vermutlich ab 1863 von James Spratt als haltbare Hundenahrung für große Hundezuchten. Über seine Erfindung hieß es:

„Eines dieser Futtermittel ist unter dem Titel »Spratt’s Patent-Fleischfaserkuchen« weit und breit bekannt. Es sind diess viereckige flache Tafeln, sehr hart gebacken oder richtiger getrocknet, welche alles, zur guten Ernährung eines Hundes Nöthige enthalten, und theils trocken, theils aufgeweicht gefuttert werden. […] Für Jäger, welche genöthigt sind, Futter für einige Tage mit zur Jagd zu nehmen, halte ich diese Kuchen für ausgezeichnet, ja wegen des bequemen Transportes und Aufbewahrens geradezu für unersetzlich. Dieselben bestehen aus getrockneten Fleischfasern, Mehl, Datteln und einigen für die gute Gesundheit des Hundes sonst nöthigen Ingredienzien.“

Anfangs stand einer breiten Anwendung allerdings „der hohe Preis hindernd im Wege“.
Ab 1880 wurden dann auch in Deutschland ähnliche Produkte von Johannes Kühls Deutscher Hundekuchen-Fabrik angeboten. Diese Form der Hundeernährung setzte sich schnell durch, da man hier eine vollwertige und haltbare Ernährungsform gefunden hatte. Unter anderem wurde dies von Vero Shaw 1881 in seinem Buch The illustrated book of the dog als neue Ernährungsform erwähnt. In der Folge entstanden mehrere deutsche Firmen, die zur Herstellung von Hundekuchen gegründet wurden, bis heute überliefert sind dies: R. Bubeck & Sohn ab 1893, Nagut Kraftfutterwerk ab 1905 und etwa Anfang des 20. Jahrhunderts eine von Albert Latz gegründete Hundefutterfabrik. Von diesen Marken existiert bis heute nur noch R. Bubeck & Sohn als eigene Firma, die nicht in einem Großkonzern aufgegangen ist und heute noch traditionell Hundefutter in gebackener Form – Hundekuchen – herstellt.

## Verwendung
Hundekuchen waren ursprünglich als haltbare Hauptnahrung für Hunde gedacht. Jedoch haben andere Herstellungsformen für Trockenfutter diese über die Zeit abgelöst, und so wurden Hundekuchen immer mehr als Belohnung für den Hund gegeben. Hundekuchen können zur Stärkung der Kaumuskulatur beitragen und wirken gegen Zahnstein vorbeugend oder mindernd.
Im allgemeinen Sprachgebrauch werden sie auch Hundekekse, Hundebisquit oder Leckerli genannt.